# Theodor Hahn

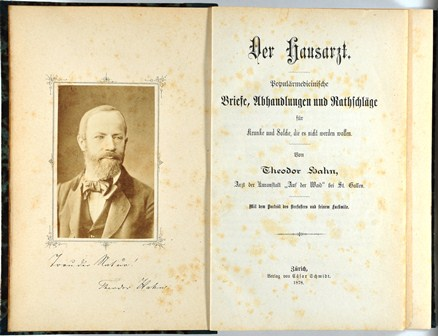
Theodor Hahn, Porträtfoto. In: Der Hausarzt, Zürich 1878

Hermann Theodor Hahn, Pseudonym: H. Hennemann, (* 19. Mai 1824 in Ludwigslust; † 3. März 1883 in Tablat bei St. Gallen) war ein deutscher Apotheker und Heilpraktiker, der als Autor, Redakteur und Herausgeber seine Ansichten in zahlreichen Broschüren und Büchern dem deutschsprachigen Publikum nahebrachte. Als einer der Pioniere der vegetarischen Bewegung in Deutschland schuf er erstmals eine gleichzeitige Behandlung aus der Kombination von Wasserkur und vegetarischer Ernährung. Zeitweilig engagierte Hahn sich auch in der Arbeiterbewegung.

## Familie
Theodor Hahn wurde 1824 als viertes von sieben Kindern des Advokaten und „Ober-Auditeurs“ Georg Ludwig Hahn (1775–1835) und dessen in Hamburg geborener Frau, Henriette Charlotte Elisabeth Willich (1798–1850), geboren. Sein älterer Bruder, Georg Carl Hahn, wurde als Pionier auf dem Gebiet der Lebensmittelkonservierung bekannt. Seine Schwester, Marie Pauline Hahn (* 1825), heiratete 1847 den Schweriner Lehrer Heinrich Meier († 1856), der zwischen 1849 und 1850 zusammen mit Theodor Hahn in der Arbeiterverbrüderung und im Bund der Kommunisten aktiv war.

## Leben

### Kindheit und Jugend
Hahn verlebte Kindheit und Jugend in der westmecklenburgischen Residenz und Garnison Ludwigslust, die vom großherzoglichen Hof und dem Militär dominiert wurde und den Status Stadt erst Jahrzehnte später erlangte. Er besuchte wahrscheinlich die Ortsschule und mag dort vielleicht die mittlere Reife erlangt haben. 1839 wurde Hahn in der Kirche seines Geburtsortes konfirmiert.
Er begann 1840 eine Apothekerausbildung, die er nach Unterbrechungen 1844 als Apothekergehilfe abschloss. Hauptanlaufpunkt nach der Rückkehr in die Heimat könnte zunächst sein Geburtsort Ludwigslust gewesen sein. Hahn war inzwischen etwa 24 Jahre alt. Nach den Angaben der Mormonen-Datenbank hatte er zu dieser Zeit Margarethe Schmidt (* 1828) geheiratet und war 1849 Vater eines Sohnes geworden, der in Ludwigslust geboren wurde und – wie der Vater – den Namen Theodor erhielt.

### Begegnung mit Heinrich Friedrich Francke
Zum Wendepunkt in Hahns Leben wurde seine Begegnung mit dem ebenfalls aus Mecklenburg stammenden Heilpraktiker und Hydropathen Heinrich Friedrich Francke (der unter dem Pseudonym „J. H. Rausse“ publizierte und möglicherweise ein Vetter oder Onkel von Hahn war), von dem Hahn sich Linderung oder Heilung seines seit seinem vierten Lebensjahr bestehenden Asthmaleidens, vor dem bereits ein chronischer Hautausschlag (wohl Neurodermitis) bestand, erhoffte. Dieses Zusammentreffen fand am 1. Oktober 1847 in Lehsen bei Ludwigslust statt, wo Francke von 1847 bis 1848 praktizierte. Hier wurde der mit Kaltwasser-Anwendungen behandelte Hahn nach seiner Genesung überzeugter Anhänger der Wasserkuren Franckes, dem er als Assistent auch ins bayerische Alexandersbad, wo Francke als Kurdirektor die Kaltwasserheilanstalt übernahm, folgte und nach dem Tod Franckes dort Friedrich Kapp, den Vater des gleichnamigen Juristen, behandelte. Seinen Beruf als Apotheker gab Hahn für immer auf und blieb nun Hydrotherapeut. Zwei bis 1849 unternommene Niederlassungversuche als eigenständiger Therapeut in Mecklenburg scheiterten. Er immatrikulierte sich am 20. Oktober 1848 an der Universität Leipzig für das Fach Pharmazie, verließ die Universität aber ein knappes Vierteljahr später, als er sein Sittenzeugnis vorlegen musste. Als er 1849 nach Schwerin ging, „wo er sich als Laienbehandler niederließ“ und in den Schweriner Akten erste Spuren hinterließ, erwähnen diese ihn als „zugewanderten Pharmazeuten aus Leipzig“. Hahn war 1847 in der „Hofapotheke“ in Schwerin beschäftigt gewesen, wie ein Zeitzeuge berichtete.

### Engagement in der Arbeiterbewegung
Bei dem Besuch von Joseph Moll im Frühjahr 1849 wurde er in den Bund der Kommunisten aufgenommen, ebenso wie Julius Polentz und Hahns Schwager, der Schweriner Lehrer Heinrich Meyer, 1850 zeitweiliger „Wasserarzt“. Hahn, anfangs Vizepräsident und Leiter der Gesangsabteilung des Schweriner Arbeitervereins, wurde nach Polentz' Verhaftung 1849 Vorsitzender des Vereins und war als Mitglied der Deutschen Arbeiterverbrüderung tätig. Am 23. Oktober 1849 berichtet Hahn an den Leipziger Schriftsetzer Carl August Richard Gangloff (* 1812), dass er an einer Broschüre Friedrich Hecker und J. H. Rausse oder Revolution und Hydriatrie arbeite.

„Ich war 1849 längere Zeit Präsident des socialen, späterer Arbeiterbildungsvereins in Schwerin (Mecklenburg), und lag mir also schon lange das Wohl des Arbeiters nahe; aber schon damals erkannte ich, was da hauptsächlich und zunächst not tue bei der heutigen Übermacht des Fürsten-, Pfaffen, Bougeois- etc. -tums; zunächst – so weit zu erringen – die leibliche Selbstbefreiung, die Bekämpfung der individuellen Ichsucht, um von hier aus die Selbst- und Genuß- und Herrsch- und alle anderen Süchten der Massen im politischen Verbande zu bekämpfen. (…) Jedenfalls hat die kommunistische Bewegung seit 48 bedeutende Fortschritte, d. i. Innere, geistige gemacht. Während ich damals und 1849 im Klub, der von London (K. Marx) geleitet wurde und dem ich auch angehörte (…)“

### Tätigkeit in der Schweiz
Ab 1849 bemühte sich Hahn, für Schwerin die Konzession für eine Wasserheilanstalt zu erlangen. Als dieses Vorhaben gescheitert war und zeitgleich die Repressalien gegen die Kommunisten an Schärfe gewannen, verließ auch Hahn Mitte Februar 1850 seine mecklenburgische Heimat, ging zunächst nach Lübeck und zog, als auch dort nach der Unterdrückung der Märzrevolution der Arbeiterverein wie alle ähnlichen Vereine unterdrückt und aufgelöst wurde, in die Schweiz. In der Schweiz übernahm er im März 1850 zunächst in Oberbüren (Kanton St. Gallen) die Kaltwasserheilanstalt Buchenthal bei Niederuzwil, am 1. April 1851 die Wasserheilanstalt  „Auf der Waid“ in Horn am Bodensee, wo heute das Hotel Bad Horn liegt, und schließlich die von Tiefenau bei Elgg im Kanton Zürich, welche er für sechs Jahre von Dr. Winckler pachtete und ab 1. April 1852 betrieb. Gleichzeitig setzte er seine publizistische Tätigkeit fort, indem er Werke von Francke, mit dem er schon in Lehsen fachliterarisch zusammengearbeitet hatte, neu herausgab und erweiterte. Damit schuf er die Voraussetzung für die Etablierung des naturheilkundlichen dreibändigen Handbuchs Franckes als Standardwerk der Reformbewegung bis zum Ende des 19. Jahrhunderts.

### Hinwendung zum Vegetarismus
Das Studium von Christoph Wilhelm Hufelands Makrobiotik belehrte Hahn erstmals über die schädlichen Folgen des Fleischessens und leitete ihn zur Idee der „Naturheilkräfte“. Im Winter 1850/51 las Hahn Jean-Jacques Rousseaus Erziehungsroman Émile ou De l’éducation und stieß dort auf ein Zitat des griechischen Philosophen Plutarch, in dem dieser den „Mord“ des Menschen am Tier zwecks Fleischgewinnung als grausam und widernatürlich geißelt. Der Text ließ Hahn die Frage des Fleischgenusses „auch von der sittlichen Seite betrachten“. 1852 begann Hahn konsequent fleischlos zu leben und von da an zeitlebens aktiv für den Vegetarismus zu werben. Für ihn konnte nun nur noch eine vegetarische Ernährungsweise „Heilkost“ sowie Dauernahrung zur Erhaltung eines leistungsfähigen Lebens sein. Wenig später stieß Hahn auf das den englischen Vegetarismus lobende, 1843 (und in 2. Auflage 1846) publizierte „vortreffliche Werk“ Der Weg zum Paradies. Eine Beleuchtung der Hauptursachen des physisch-moralischen Verfalls der Culturvölker, so wie naturgemäße Vorschläge, diesen Verfall zu sühnen des Jenaer Realschullehrers und Vegetariers Johann Wilhelm Zimmermann (1819–1882) und machte sich viele der dort entwickelten Ideen zu eigen. In Die naturgemäße Diät, die Diät der Zukunft begründete Hahn 1859 ausführlich mit historischen, vergleichend-anatomischen und physiologischen Argumenten, warum seiner Meinung nach nur die vegetarische Diät die einzig wahre „Naturkost“ ist. Dieses Buch ist eine von Hahn stark überarbeitete Übersetzung des 1838 veröffentlichten Werkes Vegetable Diet von William A. Alcott.
Hahns Bekenntnis zum Vegetarismus wurde von anderen Anhängern der frühen Naturheilkunde fast ausnahmslos als Grundsatz der naturgemäßen Lebensweise übernommen. Da konsequente vegetarische Ernährung ohne Brotverzehr schwer vorstellbar erschien, erklärte Hahn das Brot kurzerhand zur „natürlichsten und instinktgemäßesten Nahrung des erwachsenen Menschen“. Dies jedoch brachte ihn in Erklärungsnöte: Wirklich „naturgemäß“ entsprechend der naturheilkundlichen Idee konnte nur das sein, was die Natur bereits in fertiger Form hervorbrachte. Für die Brotherstellung waren aber eine Reihe komplizierter Verarbeitungsschritte erforderlich. Zur Auflösung des Dilemmas versuchte Hahn, den Produktionsweg zu vereinfachen. Als unvereinbar mit naturheilkundlichen Prinzipien galt vor allem die übliche Mahltechnik, bei der die unverdaulichen Hüllen der Getreidekörner abgetrennt und in Form der Kleie abgesondert wurden. So griff Hahn die Idee des amerikanischen Vegetariers Sylvester Graham auf, der den üblichen Mahlvorgang durch ein grobes „Schroten“ ersetzt hatte. 1859 begann Hahn mit Versuchen zur Herstellung eines „Grahambrotes“. Obgleich die Versuche auf erhebliche Schwierigkeiten stießen und das Ergebnis zunächst in Geschmack, Festigkeit und Reinheit nicht überzeugte, fiel die Idee in der Naturheilbewegung auf fruchtbaren Boden. Immer mehr Menschen unternahmen eigene Versuche zur Grahambrotherstellung. In den Naturheilvereinen und naturheilkundlichen Medien tauschte man Erfahrungen und Tipps aus.

### Naturheiler mit eigener Kuranstalt „Oberwaid“
Hahn war der erste deutsche Heilpraktiker, der seine Patienten primär mit einer vegetarischen Diät behandelte. In seinen Büchern empfahl er neben Vollkornprodukten Milch und Rohkost (rohes Obst und Gemüse) als besonders gesundheitsfördernde Lebensmittel. Er verband erstmals Wassertherapie mit fleischloser Ernährung und Schwedischer Gymnastik. Zu Hahns Patienten gehörten Richard Wagner und Adolf Friedrich von Schack. 1854 gründete er mit Gustav Wohlbold, der jedoch zum September 1855 ausschied, in Mörschwil die Kuranstalt „Untere Waid“. In den Adressbüchern wird die „Heilanstalt für Wasser, Diät und Bewegung, von Dr. Hahn“ geführt. Das 1864 von ihm in unmittelbarer Nachbarschaft gegründete Haus „Auf der Waid“ in der Gemeinde Tablat leitete er ab 1869 und erhielt 1870 den Namen „Oberwaid“. Dieses lag einsam an der Straße zwischen St. Gallen und Rorschach und ist die Vorgängerinstitution der heutigen Privatklinik Oberwaid. Ein Besucher beschreibt die Anstalt: 

„Herr Theodor Hahn, Gründer und Besitzer dieser Anstalt, hat sich schon vor längerer Zeit unter den Wasserfreunden einen Namen gemacht durch seine Herausgabe der Reuss’schen Schriften. Neuerdings hat er der vielseitigen Anwendung des Wassers als ausschliesslichen Heilmittels entsagt und dafür die „vegetarianische Diät“, über welche er auch ein Schriftchen verfasst hat, als Hauptmittel in seiner Anstalt eingeführt. Die Waid liegt an der Straße von Rorschach nach St. Gallen, da wo dieselbe die Höhe erreicht hat und sich weiter theils horizontal, theils mit geringer Senkung nach St. Gallen hineinzieht. (…) Unmittelbar vor der Anstalt zieht sich ein flacher Wiesengrund hinab, der ein sehr geeignetes Terrain für Parkanlagen abgeben könnte, sich aber bis jetzt eines solchen Schmuckes nicht erfreut. Hinter dem Hause, um dessen Zugangswege herum, zeigen sich allerdings Spuren solcher Anlagen, welche aber noch durchaus nicht genügen, um den Eindruck, welchen der kahle Anblick der Anstalt von der andern Seite hervorbringt, ganz zu verwischen. Der einzige Trost in der nächsten Umgebung ist ein ungefähr 200 Schritt von der Hausthüre beginnender Fichtenwald. Auch im Innern macht die Anstalt keinen recht behaglichen anheimelnden Eindruck. Die Zimmer sind genügend möblirt, die Betten dem Anschein nach gut; es ist aber im ganzen Hause so sorgfältig jede Spur von Comfort, von Eleganz vermieden, dass man sich eines frostigen Gefühls, eines Gedankens an schlechtes Wetter, Langeweile, Heimweh u. s. w. bei der Vorstellung eines längern Aufenthalts daselbst nicht erwehren kann. Ich wenigstens halte es nicht für nothwendig, daß die Wasserheilanstalten auch in Bezug auf äussere Einrichtung den Gräfenberg gar so sklavisch nachahmen. Man geht nicht fehl, wenn man auch in diesem Falle aus dem Werke auf den Schöpfer schließt. Herr Hahn ist ein einfacher Mann, der das, wodurch wir uns das Leben schmücken und gemüthlich machen, nicht kennt oder verachtet. Sein Leben ist eben blos der gerade Strich, ohne alle die Arabesken und Verzierungen, mit welchen wir denselben zu umgeben suchen. Er hat nur ein Streben: Verwirklichung seiner Idee von normaler Lebensweise und Krankheitsheilung. Denn seine Theorie ist nicht etwa blos Aushängeschild, um Hypochonder und andere verzweifelte Kranke anzulocken, sondern sie ist ihm Herzensache und wird von ihm selbst, wie es scheint, auf das Strengste befolgt. Er schliesst sich der Meinung jener Engländer an, welche den Menschen nicht für gemischte Kost, sondern blos für Pflanzennahrung bestimmt glauben und einen großen Theil unserer körperlichen Leiden und Schwächen, sowie unserer Irrthümer und Vergehungen vom Fleischgenusse herleiten. Indem er diese Beschränkung sogar für den Gesunden aufrecht erhält (…), und in der That müssen sich Alle, die in seiner Anstalt Heilung suchen, der vegetarianischen Diät unterwerfen, d. h. früh und Abends Milch und Semmel geniessen, des Mittags mit Gemüsen, Kartoffeln, Mehlspeisen usw. ihren Hunger zu stillen suchen, dem Durste zu begegnen mässig Wasser trinken, und wenn sie sich einen Extragenuß schaffen wollen, einiges Obst vertilgen. Die unterstützende Wasserbehandlung ist ziemlich einfach; früh und Nachmittags kühles Halbbad, Vormittag je nach dem Kräftezustand des Patienten und der äussern Temperatur ebenfalls ein Halbbad oder blos ein Sitzbad. (…) Wenn ich indessen mit Herrn Hahn auch nicht überall zusammen gehen kann, so schätze ich doch seine Ehrenhaftigkeit, seinen Eifer für das Wohl der Menschheit, seine thatkräftige Ausdauer in Verfolgung seines Strebens und wünsche ihm nachhaltiges Gedeihen. Unsere Sache ist es, die Kranken auszuwählen, welche wirklich für eine solche Entziehungs- und Regenerationskur, wie man sie wohl bezeichnen könnte, geeignet sind; und dafür halte ich zunächst alle Schlemmer in weiterem Sinne, d. h. diejenigen, welche zu gut und viel essen und trinken und zu wenig thun; und sodann dyscrasische Kranke, soweit sie überhaupt heilbar sind. – Bis jetzt wird die Anstalt zwar gar nicht von Schweizern, die aus dortiger Gegend alle nach Buchenthal gehen, wohl aber von Ausländern aus weiterer Ferne in hinlänglicher Anzahl besucht.“

1865 erschien erstmals Das Praktische Handbuch der naturgemäßen Heilweise, in dem Hahn sein Konzept der Diättherapie erläutert. Das Buch erlebte viele Auflagen und verhalf der Diättherapie innerhalb der Naturheilkundebewegung zum Durchbruch.
1869 publizierte Hahn seine Streitschrift Die Ritter vom Fleische, in der er sich besonders heftig mit Vertretern der etablierten „Medicinheilkunde“ (Rudolf Virchow, Justus Liebig, Jakob Moleschott und andere) auseinandersetzt. Diese charakterisiert er als „Pillenjesuiten“, „Medizinpäpste“, „Pflasterpfaffen“ und „Schmarotzer“. Er trat auch als vehementer Impfgegner auf.
1868, 1870 und 1871 zahlte Hahn Mitgliedsbeitrag für die Internationale Arbeiterassoziation. Deren monatlich erscheinendes Zentralorgan Der Vorbote warb wiederum für Hahns Zeitschrift Der Naturarzt.

### Tod
Theodor Hahn starb verarmt an Mastdarmkrebs in „Oberwaid“. Auf seinem Grabstein auf dem Friedhof der katholischen Kirche St. Fiden bei St. Gallen steht: 

„Hier ruht Dr. Theodor Hahn. Geboren am 19. Mai 1824, gestorben am 3. März 1883. Du hast dein Werk gethan hienieden, nun ruhe aus in Gottes Frieden.“

 Als Nachruf wurde veröffentlicht: 

„März 3. Auf der oberen Waid bei St. Gallen gestorben: Theodor Hahn, Naturarzt, vegetarischer Schriftsteller und Inhaber einer vegetarischen Kuranstalt; dabei ein so ausgesprochener Gegner der Kuhpocken-Impfung und der wissenschaftlichen Medicin, dass er auch in der Todesanzeige als Ursache seines im 59. Lebensjahre erfolgten Ablebens die in der Jugend erlittene Impf- und Medicinvergiftung bezeichnen liess.“

Die von Hahn „lange vor seinem Ende […] bis auf die Stunde und den Tag seines Hinscheidens selbst verfaßt[e]“ Todesanzeige hatte gelautet:

„Am (3. März, Morgens 12 Uhr 10 Min.)
 starb nach langen, unsäglichen Leiden, in Folge erlittener Impfvergiftung und danach während 23 Jahren von Seiten seiner Ärzte an ihm geübter Medicinvergiftung im 59. Lebensjahre unser theuerer Gatte, Vater und Großvater Theodor Hahn. Oberwaid. Die trauernden Hinterlassenen.“

## Medizinhistorische Einordnung
Der Medizinhistoriker Wolfgang U. Eckart zählt Theodor Hahn neben Heinrich Friedrich Francke und Lorenz Gleich zu den frühen Theoretikern der Naturheilkunde bzw. Naturheilbewegung, wie sich seit den 30er Jahren des 19. Jahrhunderts als Kritik und Alternative zur „allopathischen Schulmedizin“ formiert habe. Alle drei Vertreter hätten die „Wasserkur“ als unterstützende Maßnahme zur körperlichen Ausscheidung von Giftstoffen propagiert. Hahn hätte darüber hinaus die auf den Körper einwirkenden „Lebensreize“ positiv beeinflussen wollen. Damit sei der enge Bereich der Hydrotherapie bereits überschritten und die Erweiterung zur „Naturheilkunde“ postuliert. Eckart zufolge popularisierte Hahn den Begriff „Naturheilkunde“, während Lorenz Gleich ihn prägte und inhaltlich ausfüllte.
Über seine Schriften Die naturgemäße Diät, die Diät der Zukunft (1859) und Das Praktische Handbuch der naturgemäßen Heilweise (1865) war er über den von ihm vertretenen Vegetarismus ein Auslöser der Lebensreform.

## Werke (Auswahl)

### Als Verfasser

#### Unter eigenem Namen
- Die Wasserheilkunde im Gegensatz zur Medicinheilkunde. Leipzig: G. Senf, 1848. [2. Ausgabe St. Gallen, Scheitlin und Zollikofer, 1850]
- Die Cholera und ihre Heilbehandlung mit kaltem Wasser, nach Rauss’schen Principien und nach eigener Erfahrung. Schwerin und Rostock: Stiller’sche Hofbuchhandlung, 1849. (Digitalisat). [2. Aufl. St. Gallen: Scheitlin & Zollikofer, 1851; A cholera es ennek gyogyitas hideg vizzel. Kolozvar: Stein, 1867]
- Schreiben von Th. Hahn an den Verfasser. In: Gottlob Wassermann: Gustav Schwab, der edle Barde Schwabenlands. Gerechte Bedenken über seinen schnellen Tod, welcher durch eine verfehlte medizinärztliche Behandlung mittelst Aderlass herbeigeführt worden ist. Hydriaterisch beleuchtet und bewiesen. St. Gallen und Bern: Huber und Compagnie, 1851. S. 5–6. (Digitalisat)
- Die Häutige Bräune (Croup) und ihre wasserärztliche Behandlung nach Rausse’schen Prinzipien. Eine Anleitung für Jedermann, der zu lesen und zu denken versteht. St. Gallen: Scheitlin & Zollikofer, 1851.
- Die naturgemäße Diät, die Diät der Zukunft. Nach Erfahrung und Wissenschaft aller Zeiten und Völker zusammengestellt. Cöthen: Paul Schettler, 1859. (Digitalisat) [2., neu durchges. u. verm. Aufl. Paul Schettler, Cöthen 1871]
- [Mit Karl Jakob Hoffmann:][50] Offene Briefe von und an Theodor Hahn und Fürsprech Hoffmann, oder Rechts- und Sittenzustände im Kanton St. Gallen 1863. St. Gallen, 1863.
- Praktisches Handbuch der naturgemäßen Heilweise. 2 Bände, Theobald Grieben, Berlin 1865; 2., vermehrte Auflage (2 Abt. in 1 Bd.) ebenda 1867. [3., neu durchges. und stark verm. Aufl. (Berlin: Theobald Grieben, 1870). 4. Aufl. Berlin: Theobald Grieben, 1875. 5. Aufl. u. d. T. Grundzüge der naturgemäßen Heil- und Lebensweise. Leipzig, 1889. (Digitalisat)]
- Practisches Handbuch der naturgemässen Heilkunde. Ohne Arzt und Arznei, ohne Prießnitz und Schroth. Zürich: J. Schabelitz, 1866[51]
- Ungegohrenes, jedoch mit chemischen Kunstmitteln, gebackenes Brot. In: W. Horsell: Unser täglich Brot oder der Werth des Brotes aus ungebeuteltem Mehle. 2. Aufl., Theobald Grieben, Berlin 1868, S. 35–37.
- Das Grahambrot am Krankenbett. In: W. Horsell: Unser täglich Brot oder der Werth des Brotes aus ungebeuteltem Mehle. 2. Aufl. Berlin: Theobald Grieben, 1868. S. 54–59.
- Herr Prof. Dr. med. C. Bock in der Gartenlaube. Eine Kritik seiner Heil- und Gesundheitslehre. Berlin: Theobald Grieben, 1868.
- Die Ritter vom Fleische. Offene Briefe über die Ernährungsfrage an Prof. Dr. med. Virchow, Voigt, Liebig, Bock, Moleschott, Stengel, Seeger, Medicinalrath C. A. W. Richter, Hofrath Dr. med. Steinbacher, Dr. Bersch und Ule, an den „Staatsanzeiger von Württemberg“, „Daheim“,[52] „Berner Sonntagspost“, „Wiener konstitutionelle Vorstadt-Zeitung“ und den „Stuttgarter Beobachter“. Zugleich ein Beitrag zur Lösung der sozialen Frage. Berlin: Theobald Grieben, 1869.
- Der Vegetarismus. Seine wissenschaftliche Begründung und seine Bedeutung für das leibliche, geistige und sittliche Wohl des Einzelnen, wie der gesammten Menschheit. Ein Beitrag zur Lösung der socialen Frage. Nach Erfahrung und Wissenschaft zusammengestellt. Motto: „Alle Kultur geht vom Magen aus.“ (Friedrich der Große.) Berlin: Theobald Grieben, 1869. [2. Aufl. u. d. T. Der Vegetarianismus als neues Heilprinzip zur Lösung der sozialen Frage. Seine wissenschaftliche Begründung und seine Bedeutung für das leibliche, geistige und sittliche Wohl des Einzelnen, wie der gesammten Menschheit. Berlin: Theobald Grieben, 1873. (Digitalisat)]
- Die Naturheillehre des Hippokrates (Physiatrik oder Physiautokratie). Volksthümlich dargestellt nach dem Standpunkte heutiger Wissenschaft. Berlin: Theobald Grieben, 1870.
- Makrobiotisches Kochbuch oder die Kunst, recht zu kochen, gut zu essen, und fröhlich, gesund und lange zu genießen. Ein praktisches Handbuch für die Küche des Deutschen Volkes. 2 Bände. Cöthen: Paul Schettler, ca. 1870. [2. Aufl. (Cöthen: Paul Schettler, 1883)].
- Über die Menschenpocken, über die Impfung und über den Impfzwang. Psychiatr. Antworten auf Herrn Prof. Dr. med. Kußmaul’s 20 Pocken- und Impf-Briefe. Freiburg: Wangler, 1870.
- Ueber die Menschenpocken (Blattern), über Impfung und Impfzwang. Motto: „Fort mit der Impfung!“ Dr. med Jos. Herrmann, k.k. Primararzt am Spitale Wieden Wien (Allgem. Wiener med. Ztg. Nr. 18 1870.) Berlin, Theobald Grieben 1870.
- Das jährlich sich steigernde Defizit der Baseler Spitalverwaltung und die Wasserbehandlung des Typhus. Eine Kritik des Professor Dr. Liebermeister’scheu Wasserheilverfahrens beim Typhus. Ein Wort an die betreffenden Behörden zur Beherzigung. Abdruck aus der Neuen Basler-Zeitung. Basel: Schabelitzchen Papierhandlung, 1870.
- Abschied von meinen Lesern. In: Der Naturarzt. 1870. S. 249.
- Kurregeln, Hausordnung und Prospekt der Heilanstalt „Auf der Waid“ bei St. Gallen, Schweiz. Cöthen: Paul Schettler, 1871
- Compendium résumé de psychiatrie ou Art de guérir les malades selon les lois de la nature, règles curatives de l’établissement de santé „Ober-Waid“-St-Gallen. Montreux, 1871.
- Volkstümliche Heil- und Gesundheitspflege – das beste Brod in gesunden und kranken Tagen. Ein Flugblatt. Cöthen: Paul Schettler, 1874. [25. Aufl. (Cöthen: Paul Schettler, 1875)].
- Die Hypochondrie. Ursachen, Wesen und Heilung. Cöthen: Paul Schettler, 1875.
- Kleines Kochbuch für Freunde der naturgemäßen Diät (Vegetarianer). Köthen: Paul Schettler, 1876. [2. Aufl. (Köthen: Paul Schettler, 1883)]
- Medizinische Inquisition des 19. Jahrhunderts in Deutschland und der Schweiz. St. Gallen, 1876 [und Cöthen: P. Schettler, 1876].
- Der Stand der Impffrage am Beginn des Jahres 1879. Maidt bei St. Gallen, 1878.
- Der Hausarzt. Populärmedicinische Briefe, Abhandlungen und Rathschläge für Kranke und Solche, die es nicht werden wollen. Köthen: Paul Schettler, 1878 [und Zürich: Caspar Schmidt, 1878].
- Das Paradies der Gesundheit, das verlorene und das wiedergewonnene. Cöthen: Paul Schettler, 1879.
- Die Diphtheritis, der Croup und der Keuchhusten. Ihre Ursachen, ihr Wesen und ihre sichere Heilung. Volksthümlich dargestellt. 2. Aufl. Zürich: Schmidt, 1879.
- Diätetisches Laienbrevier. Eine populäre Physiologie und Philosophie der gesunden und kranken Ernährung in Sinn-, Denk- und Aussprüchen der berühmtesten Ärzte und Forscher, Denker, Dichter und Weisen alter und neuer Zeit gesammelt. Cöthen: Paul Schettler, 1880.
- Das Büchlein vom gesunden und kranken Magen. Receptblätter aus der Mappe eines Naturarztes. Cöthen: Paul Schettler, 1881.
- Praktischer Wegweiser in die naturgemäße Heil- und Lebensweise. 3. Aufl. Leipzig: Grieben, 1882.
- Ein Opfer des Impf- und Arzneiaberglaubens der heutigen Medizinärzte. (Meine Krankheitsgeschichte). Cöthen: Paul Schettler, 1882.
- Nachtrag zu meiner Krankengeschichte. In: Der Naturarzt. 1882. S. 178.
- Einhundertundzwölf Speisezettel für fünf Gerichte (Suppe, zweierlei Gemüse, Mehlspeise und Obst) für je vier Frühlings-, Sommer-, Herbst- und Winterwochen nebst vier Festessen. Zusammengestellt für den Kurtisch der Oberen Waid bei St. Gallen. Cöthen: Paul Schettler, 1882.
- Nachtrag zu meiner Krankengeschichte. In: Der Naturarzt. 1883. S. 28.
- Schluß der Hahn’schen Krankengeschichte. In: Der Naturarzt. 1883. S. 46.

#### Unter Pseudonym, in der Regel alsH. Hennemann
- Die Menschenpocken oder Blattern, ihre Geschichte und Wesen, ihre Verhütung und Vernichtung und ihre sichere Heilung. Ein offenes Wort in dringender Noth für Aerzte und Publicum., Berlin: Theobald Grieben, 1871.
- Die Schlimmsten Jesuiten des deutschen Reiches und des deutschen Reichstages. Eine öffentliche Denunciation an S. Durchlaucht des Fürsten von Bismarck., St. Gallen: Altwegg-Weber zur Treuburg, 1875. [2. Aufl. u. d. T. Die Pillenjesuiten oder das Sündenregister der Medicinheilkunde. Eine öffentliche Denunciation an Se. Durchlaucht den Fürten Reichskanzler v. Bismarck. Die schlimmsten Jesuiten des deutschen Reiches und des deutschen Reichstages 2., stark vermehrte Aufl. (St. Gallen: Altwegg-Weber zur Treuburg, 1875)].
- Die Impfvergiftung der Jugend des deutschen Reiches, St. Gallen: Altwegg-Weber zur Treuburg, 1875.
- Die Impfvergiftung der Jugend des deutschen Reiches freibearb. Abdr. d. 5. Todsünde Aus: Die schlimmsten Jesuiten des deutschen Reiches und des deutschen Reichstages, Trogen: Bächinger & Kübler, 1875.
- Das Sündenregister der Medicinheilkunde. Eine öffentliche Denunziation an Se. Durchlaucht den Fürsten Reichskanzler von Bismarck. 2., verm. Aufl., St. Gallen: Hasselbrink, 1889.
- Eine Krankengeschichte. Eingesendet von einem Schüler Rausse’s: dieser Artikel erschien unter dem Autorenpseudonym Narcissius am 15. Februar 1851 in der Frauen-Zeitung von Louise Otto-Peters und wird Theodor Hahn zugeordnet.[53]

### Als Herausgeber
- J. H. Rausse: Anleitung zur Ausübung der Wasserheilkunde für Jedermann, der zu lesen versteht. Erste Abtheilung., Leipzig: Ernst Keil Comp., 1850. (Digitalisat)
- J. H. Rausse: Grundlehren der Natur- oder Wasserkunde oder Geist der Gräfenberger Wasserkur. Nach dem Todes des Verfassers durchgesehen, vermehrt und herausgegeben., Leipzig: Magazin für Literatur, 1852. (Digitalisat)
- J. H. Rausse: Anleitung zur Ausübung der Wasserheilkunde., Leipzig: Ernst Keil, 1851.
- J. H. Rausse: Umrisse einer naturgemäßen Krankheits- und Heilungslehre. [Früher u.d.T. „Wasser thut’s freilich!“ oder Miscellen zur Gräfenberger Wasserkur, Bd. 1]. 4., durchges. und verb. Aufl., Leipzig: Ernst Keil, 1852. [5., durchges. und verb. Aufl. (Ernst Keil, Leipzig 1858)].
- J. H. Rausse: „Wasser thut’s freilich“ oder Miscellen zur Gräfenberger Wasserkur. Zweiter Theil. Miscellen nach verschiedenen Heilmethoden. 4. durchges. und verb. Aufl., Leipzig: Magazin für Literatur, 1852. (Digitalisat) [5., durchges. und verb. Aufl. (Magazin für Literatur, Leipzig 1858)].
- Der Naturarzt. Zeitschrift für volksthümliche Gesundheitspflege und Heilweise. Literarische Mitteilungen aus dem Gebiete der wissenschaftlichen und volkstümlichen Heilkunde und Gesundheitspflege und Bücheranzeigen, Leipzig: Theobald Grieben, 1863–1883 (Jg. 1870 als Digitalisat)
- Gesundheit, Wohlstand und Glück. Eine Familien-Bibliothek für Stadt und Land. Aufsätze und Abhandlungen berühmter und beliebter Autoren des In- und Auslandes, welche das leibliche Wohl des Menschen zu befördern geeignet sind. Erster Band., Berlin: Theobald Grieben, 1868.
- Sylvester Graham: Die Physiologie der Verdauung und Ernährung in gesunden und kranken Tagen. Mit besonderer Beziehung auf Fleisch- und Pflanzenkost. Nach der dt. Uebers. bearb. von E. Weilshäuser. Cöthen: Paul Schettler, 1880.
- Sylvester Graham: Das tägliche Brod als natürliches Mittel zur Erhaltung gesunder und zur Wiederherstellung gestörter Verdauung. Mit Zusätzen von Theodor Hahn. Cöthen: Paul Schettler, 1881.